# Біосферний резерв Ріо-Платано
Біосферний резерв Ріо-Пла́тано (ісп. Reserva de la Biosfera del Río Plátano) — біосферний заповідник, розташований на річці Ріо-Платано в департаментах Грасіас-а-Діос, Колон, Оланчо, на карибському узбережжі Гондурасу.
Заповідник включає як гірські, так низовинні тропічні ліси, повні дикої флори й фауни, де також мешкають племена місцевих індіанців, що ведуть традиційний спосіб життя.
Заповідник був заснований в 1980 році, в 1982 році він отримав статус об'єкта Світової спадщини ЮНЕСКО, у період 1997—2007 він вважався в небезпеці. Тут є помітним вплив сільського господарства і колонізації, зокрема часто проводиться нелегальна вирубка лісу.